# Lugo (Asturias)
Lugo (en asturiano y oficialmente, Llugo) es una parroquia asturiana del concejo de Llanera, en España.

## Toponimia
El topónimo Lugo procede de lucus asturum, el Lucus de los astures, para diferenciarlo del  lucus augusti, el Lugo gallego.

## Geografía física
La parroquia tiene una superficie de 16,48 km² y se sitúa en el extremo suroriental del concejo de Llanera, lindando con el concejo de Siero. Con otras parroquias de Llanera limita al norte con la de Villardeveyo; al este, con la parroquia de Pruvia; al sur con la de Cayés; y al oeste, con las de Ables y Rondiella.

## Demografía
En el año 2016 estaban empadronadas en el término parroquial 7716 personas, que se repartían, según el nomenclátor, en los siguientes localidades:
| Entidad         | Nombre oficial (en asturiano o bilingüe) | Categoría histórica | Distancia a la capital municipal (km) | Población empadronada (habitantes) | Altitud (m) |
| --------------- | ---------------------------------------- | ------------------- | ------------------------------------- | ---------------------------------- | ----------- |
| La Bérvola      | La Bérbola                               | lugar               | 1,0                                   | 262                                |             |
| Caraviés        | Caraviés                                 | lugar               | 1,5                                   | 70                                 | 220         |
| Castañera       | Castañera                                | lugar               | 2,5                                   | 175                                | 180         |
| Castiello       | Castiello                                | lugar               | 3,2                                   | 263                                | 280         |
| Fonciello       | Fonciello                                | lugar               | 4,5                                   | 180                                |             |
| Lugo de Llanera | La Estación/ Lugo de Llanera             | estación            | 3,0                                   | 3425                               | 170         |
| Pando           | Pando                                    | aldea               | 3,0                                   | 14                                 | 165         |
| Pondal          | Pondal                                   | aldea               | 2,4                                   | 34                                 | 165         |
| Robledo         | Robleo                                   | lugar               | 7,0                                   | 93                                 | 240         |
| Santa Rosa      | Santa Rosa                               | lugar               | 4,0                                   | 125                                |             |
| Silvota         | Silvota                                  | aldea               | 5,0                                   | 14                                 | 150         |
| Truébano        | El Truébano                              | aldea               | 3,0                                   | 90                                 | 190         |

## Parroquia eclesiástica

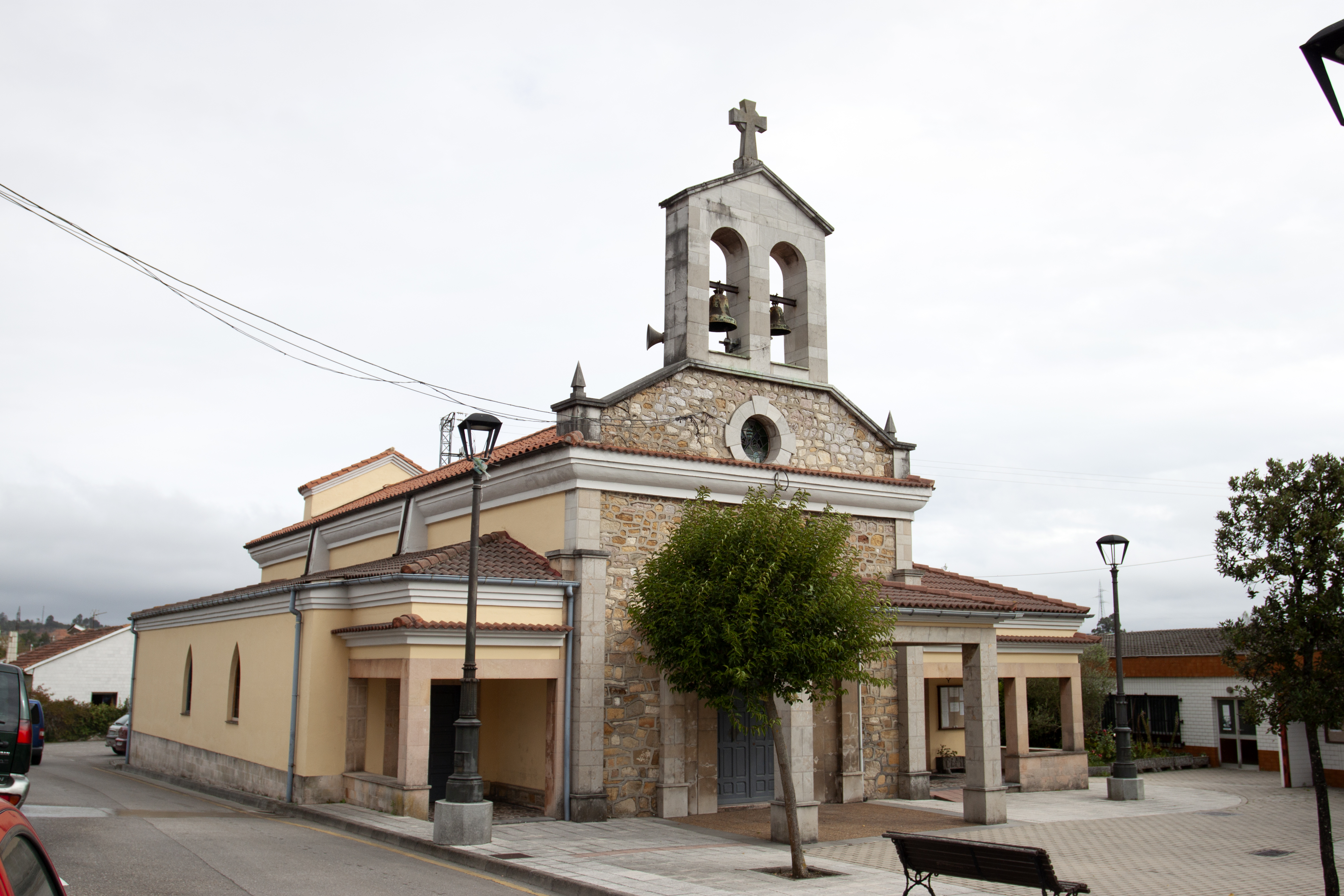

La correspondiente parroquia eclesiástica se encuentra bajo la advocación de santa María y se encuendra dentro de la zona de Llanera del arciprestazgo de Siero de la archidiócesis de Oviedo. El templo parroquial se localiza en la localidad de Lugo de Llanera. Fue construido tras la Guerra Civil, contienda en la que fue destruido el edificio anterior.

## Economía
Dentro del término parroquial se sitúa el polígono industrial de Silvota, de titularidad pública. Fue creado dentro del Segundo Programa, de 1960 a 1964, de la Gerencia de Urbanización del Ministerio de la Vivienda de España para ofrecer suelos para usos industriales.

## Patrimonio
De acuerdo a las normas subsidiarias de planeamiento del municipio de Llanera (2004), forman parte del Catálogo de Elementos de Interés Cultural en el término parroquial:
Patrimonio arquitectónico
La Casa del Campo, en la aldea de Pondal, y la Casa de La Bérvola-El Palacio, en dicho lugar.
Yacimientos arqueológicos
Dentro de la carta arqueológica de Llanera se encuentran los yacimientos de los hornos romanos, en la localización de la anterior iglesia de santa María; la villa romana y el mosaico romano, en la estación de ferrocarril; el castro del Canto de San Pedro, en Castiello; el túmulo de La Cobertoria; y el castro de El Cueto, en el límite con Villardeveyo; y diversos materiales.